# Aurora do Tocantins
Aurora do Tocantins é um município do interior do estado do Tocantins, região Norte do Brasil, localizado na região geográfica intermediária de Gurupi e na região imediata de Dianópolis, a uma distância de 496 km da capital, Palmas.
Segundo o Censo 2022, a população é constituída de 3 342 pessoas, sendo o 99º município mais populoso do estado e o 4 912º do Brasil. Os principais setores econômicos do são o de serviços e a agropecuária. O PIB em 2021 foi de R$ 58 806 mil.
O município tem atraído turistas em razão de suas belezas naturais, especialmente por abrigar o Rio Azuis ― o menor rio do Brasil e o terceiro menor do mundo, além de mais de 200 cavernas.

## História
O início da povoação que deu origem ao município de Aurora do Tocantins remonta a meados dos anos 1780. Os primeiros habitantes foram membros da família do tenente coronel Antônio Luiz Tavares Lisboa. Outras pessoas chegaram à região e fixaram moradia na fazenda Barreira dos Cavalos, em um local chamado Boqueirão, às margens do ribeirão Canabrava.
O povoado que nasceu ali passou a ser conhecido como Saco de Nosso Senhor do Bonfim, em homenagem ao santo escolhido para ser seu padroeiro. Tornou-se distrito de Taguatinga e, em 29 de outubro de 1963, foi emancipado, recebendo o topônimo de Aurora do Norte.
O novo nome foi escolhido devido ao fato da cidade receber receber a luz do Sol mais bem mais tarde após o nascer do astro. Isso acontece devido à presença da formação serrana ao leste, que bloqueia os primeiros raios de luz do dia. Para diferenciar a denominação de outras cidades já existentes no Ceará e no Pará, acrescentaram do Norte ao nome, o que já era uma prática comum na época, devido aos municípios estarem na região do então norte goiano.
A emancipação aconteceu em 29 de outubro de 1963, com instalação no dia 1º de janeiro de 1964.

## Geografia

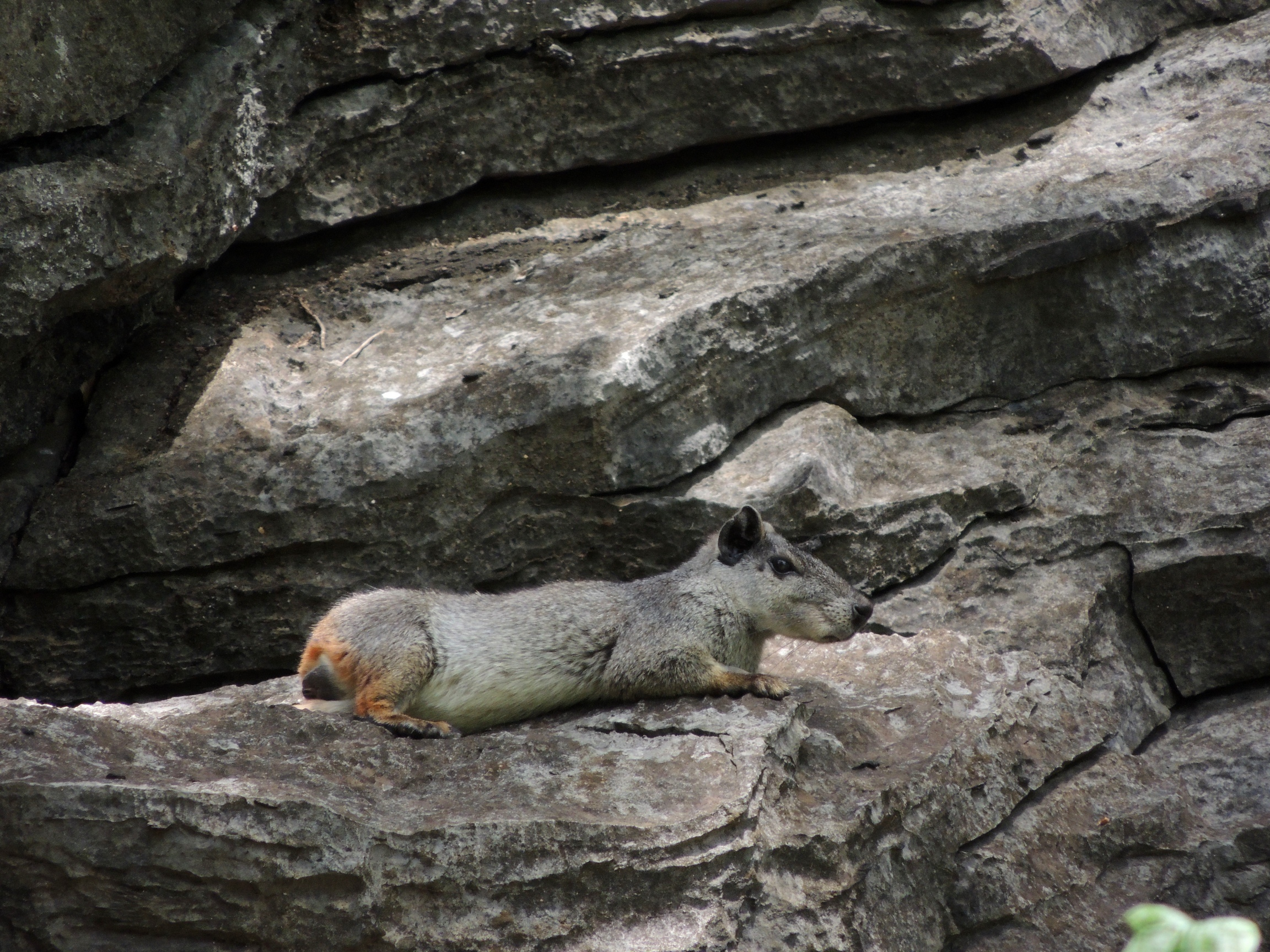
Keredon acrobata, conhecido como Mocó, são vistos nas rochas de calcário da região de Aurora do Tocantins.

Aurora do Tocantins é um município do interior do estado do Tocantins, região Norte do Brasil, com sede localizada nas coordenadas 12° 42' 30" S 46° 24' 25" O, na região geográfica intermediária de Gurupi e na região imediata de Dianópolis.
Na divisão de planejamento do estado, situa-se na região Sudeste, macrorregião Sul, a uma distância de 496 km da capital, Palmas. Limita-se com os municípios tocantinenses de Taguatinga, Lavandeira e Arraias, bem como com o estado da Bahia a leste. O bioma predominante é o cerrado.

### Território
O território de Aurora do Tocantins ocupa uma área de 696 km², com 1,02 km² urbanizados. É o 107º maior município do Tocantins e o 1 933º maior do país em extensão territorial. A sede fica a uma altitude média de 468 metros.

### População
A população de Aurora do Tocantins é de 3 342 pessoas, segundo o o Censo 2022, o que posiciona o município como o 99º mais populoso do estado e o 4 912º mais populoso do Brasil. A estimativa populacional para 2024 foi de 3 420 pessoas.
A densidade demográfica em 2022 foi calculada em 4,8 habitantes por quilômetro quadrado, o que faz com que o município seja o 54º mais povoado do Tocantins e o 4 949º do Brasil.

## Política e administração
A estrutura administrativa de Aurora do Tocantins, assim como a dos demais municípios brasileiros, é definida pela Constituição de 1988, composta pelo Poder Executivo, chefiado pelo prefeito; e pelo Poder Legislativo, exercido pela Câmara Municipal, representada pelos vereadores. Todos os representantes são eleitos pelo povo para mandato de quatro anos, mediante pleito direto e simultâneo realizado em todo o país.

### Poder Executivo
O Poder Executivo é responsável pela administração direta do município, implementação de políticas públicas, execução do orçamento e prestação de serviços essenciais à comunidade. Essas competências são exercidas desde 1.º de janeiro de 2025 pelo prefeito Edson Neiva, do partido MDB, eleito em 2024 para administrar o município até 31 de dezembro de 2028. O vice-prefeito é Domingos de Deraldo, do Republicanos.

### Poder Legislativo
O Poder Legislativo tem a função de elaborar leis municipais, fiscalizar as ações do Executivo, aprovar o orçamento e representar os interesses da sociedade. Em Aurora do Tocantins, as responsabilidades são delegadas a nove vereadores, sob a presidência de Sharlys Divino, do União, desde o dia 1.º de janeiro de 2025.

## Economia
Os principais setores econômicos do município são o de serviços e a agropecuária. O PIB de Aurora do Tocantins em 2021 foi de R$ 58 806 mil e o PIB per capita no mesmo ano foi calculado em R$ 15 438 – o 116º maior do estado e o 3 722º maior do Brasil.
Em 2022, o salário médio mensal foi de 1,6 salários mínimos e a proporção de pessoas ocupadas (317 trabalhadores) em relação à população total era de 9,49% (o 118º melhor índice no Tocantins e o 4 501º no país). Considerando domicílios com rendimentos mensais de até meio salário mínimo por pessoa, Aurora do Tocantins tinha 48,2% da população nessas condições (o 37º maior do estado e o 1 702º do Brasil).
O Índice de Desenvolvimento Humano (IDH) de Aurora do Tocantins é 0,677, conforme apurado em 2010 pelo Programa das Nações Unidas para o Desenvolvimento (PNUD).

### Agronegócio
Os principais produtos agrícolas do município são a cana-de-açúcar, com produção de 2 540 toneladas em 2023 e a mandioca (1 120 toneladas), conforme apurado pelo IBGE. Na pecuária, destacam-se os rebanhos de bovinos, com 54 515 cabeças e aves (9 167 cabeças) no mesmo ano.
Em 2023 também houve produção relevante de leite de vaca (três mil litros) e de 1,1 toneladas de pescados (tambaqui).

## Educação
A rede pública de Aurora do Tocantins em 2023 contabilizava 335 matrículas, 27 professores e três escolas no ensino fundamental; e 163 matrículas, 15 professores e uma escola no ensino médio. Em 2010, o município apresentou uma taxa de escolarização de 97,9% (para pessoas de 6 a 14 de anos de idade), o que é considerado o 46º melhor desempenho entre os municípios tocantinenses e o 2 237º melhor no país.
Em 2023, os alunos dos anos iniciais do Ensino Fundamental da rede pública tiveram nota de 4,4 no Índice de Desenvolvimento da Educação Básica (Ideb) – a 103ª melhor nota entre os municípios do estado e o 5 022º melhor desempenho entre as cidades brasileiras. Para os alunos dos anos finais, a nota foi de 5,0 no mesmo indicador – a 22ª maior nota do Tocantins e o 1 979º melhor desempenho entre os municípios do Brasil.

## Turismo
Aurora do Tocantins tem atraído turistas de todo o país em razão de suas belezas naturais. Os destaques são o Rio Azuis ― o menor rio do Brasil e o terceiro menor do mundo, o Escorrega do Betinho, o Balneário Douradas, o morro da cruz, e a Gruta do Sabiá. Além disso, o município também abriga mais de 200 cavernas.